# Mason Jones
Mason Christopher Jones (Dallas, Texas, 21 de julio de 1998) es un baloncestista estadounidense que pertenece a la plantilla de los Sacramento Kings de la NBA, con un contrato dual que le permite jugar además en su filial de la G League, los Stockton Kings. Con 1,93 metros de estatura, ocupa la posición de escolta. Es hermano del también baloncestista profesional Matt Jones.

## Trayectoria deportiva

### Universidad
Pasó un año en el Connors State College, donde promedió 15,5 puntos y 6,9 rebotes por partido, para posteriormente jugar dos temporadas con los Razorbacks de la Universidad de Arkansas, en las que promedió 17,6 puntos, 4,6 rebotes, 3,1 asistencias y 1,2 robos de balón por partido. En su segunda temporada fue incluido en el mejor quinteto de la Southeastern Conference, siendo además elegido Jugador del Año de la SEC por la Associated Press, compartiendo el galardón con Reggie Perry.
Jones se convirtió en el tercer jugador de la SEC junto a Shaquille O'Neal y Jodie Meeks con múltiples partidos de 40 puntos o más, y en el primer jugador en la historia de Arkansas en anotar al menos 30 puntos en tres partidos consecutivos. Al término de la temporada se declaró elegible para el Draft de la NBA, renunciando así al año universitario que le quedaba por cumplir.

#### Estadísticas
| Año     | Equipo   | PJ | PT | MPP  | %TC  | %3P  | %TL  | RPP | APP | ROB | TPP | PPP  |
| ------- | -------- | -- | -- | ---- | ---- | ---- | ---- | --- | --- | --- | --- | ---- |
| 2018–19 | Arkansas | 34 | 26 | 29.3 | .404 | .365 | .804 | 3.9 | 2.8 | .9  | .1  | 13.6 |
| 2019–20 | Arkansas | 31 | 30 | 33.9 | .453 | .351 | .826 | 5.5 | 3.4 | 1.6 | .2  | 22.0 |
| Total   | Total    | 65 | 56 | 31.5 | .431 | .358 | .819 | 4.6 | 3.1 | 1.2 | .2  | 17.6 |

### Profesional
Tras no ser elegido en el Draft de la NBA de 2020, el 26 de noviembre firmó un contrato dual con los Houston Rockets de la NBA y su filial en la G League, los Rio Grande Valley Vipers. Fue despedido el 8 de marzo de 2021, pero cuatro días más tarde firmó un nuevo contrato de diez días. El 26 de marzo de 2021 firma un contrato dual con los Philadelphia 76ers, pero fue despedido el 6 de mayo.
El 6 de noviembre de 2021 firmó con los South Bay Lakers de la NBA G League. En 12 partidos promedió 18,2 puntos (.518 TC%, .420 T3%), 6,1 rebotes, 7,3 asistencias y 1,2 robos en 30,2 minutos por partido.
El 21 de diciembre de 2021, Jones firmó un contrato dual con Los Angeles Lakers.
Para la temporada 2002-23 jugó con los Capitanes de Ciudad de México de la NBA G-League.
El 16 de julio de 2023 firmó con Darüşşafaka S.K. de la Basketbol Süper Ligi turca. Jones disputó cinco partidos de la liga turca y tres de la Liga de Campeones de Baloncesto con el equipo.
El 8 de diciembre de 2023 fue adquirido por los Stockton Kings, y el 9 de febrero de 2024 firmó un contrato dual con los Sacramento Kings.

## Estadísticas de su carrera en la NBA

### Temporada regular
| Año     | Equipo       | PJ | PT | MPP  | %TC  | %3P  | %TL  | RPP | APP | ROB | TPP | PPP |
| ------- | ------------ | -- | -- | ---- | ---- | ---- | ---- | --- | --- | --- | --- | --- |
| 2020-21 | Houston      | 26 | 1  | 11.8 | .412 | .359 | .614 | 2.0 | 1.5 | .2  | -   | 5.8 |
| 2020-21 | Philadelphia | 6  | 0  | 4.5  | .556 | .500 | .714 | .7  | .5  | .2  | -   | 2.7 |
| 2021-22 | L.A. Lakers  | 4  | 0  | 12.8 | .467 | .250 | .800 | 2.5 | 1.0 | .5  | .0  | 6.8 |
| 2023-24 | Sacramento   | 5  | 0  | 5.6  | .250 | .286 | .500 | 1.0 | 1.0 | .2  | .0  | 1.4 |
| 2024-25 | Sacramento   | 10 | 0  | 4.5  | .500 | .125 | .800 | .9  | .1  | .6  | .1  | 2.3 |
| Total   | Total        | 51 | 1  | 9.0  | .427 | .329 | .663 | 1.5 | 1.2 | .2  | .0  | 4.4 |